# Día de las Rebeldías Lésbicas
El día de las Rebeldías Lésbicas se celebra anualmente el 13 de octubre. El día, nacido dentro del movimiento feminista latinoamericano, reivindica la visibilización y la no discriminación de las mujeres lesbianas en América Latina y el Caribe.

## Origen
El origen se puede localizar en los movimientos feministas de México de finales de los años 80. En 1987 se llevó a cabo en ese país el primer encuentro lésbico feminista de América Latina. La fecha fue decidida por las personas asistentes a la VII edición de ese encuentro, en Chile, en el año 2007. El 13 de octubre de 2007, el día se conmemoró por primera vez, hecho que sucedió en la ciudad de Santiago de Chile (Chile).

## Reconocimiento
La fecha es celebrada en América Latina y el Caribe.
No se trata de una celebración oficial ante las Naciones Unidas.